# Acanthurus thompsoni
Acanthurus thompsoni là một loài cá biển thuộc chi Acanthurus trong họ Cá đuôi gai. Loài cá này được mô tả lần đầu tiên vào năm 1923.

## Từ nguyên
Từ định danh của loài cá này, thompsoni, được đặt theo tên của John W. Thompson, họa sĩ làm việc tại Bảo tàng Bishop (Honolulu), người đã thu thập mẫu vật.

## Phạm vi phân bố và môi trường sống

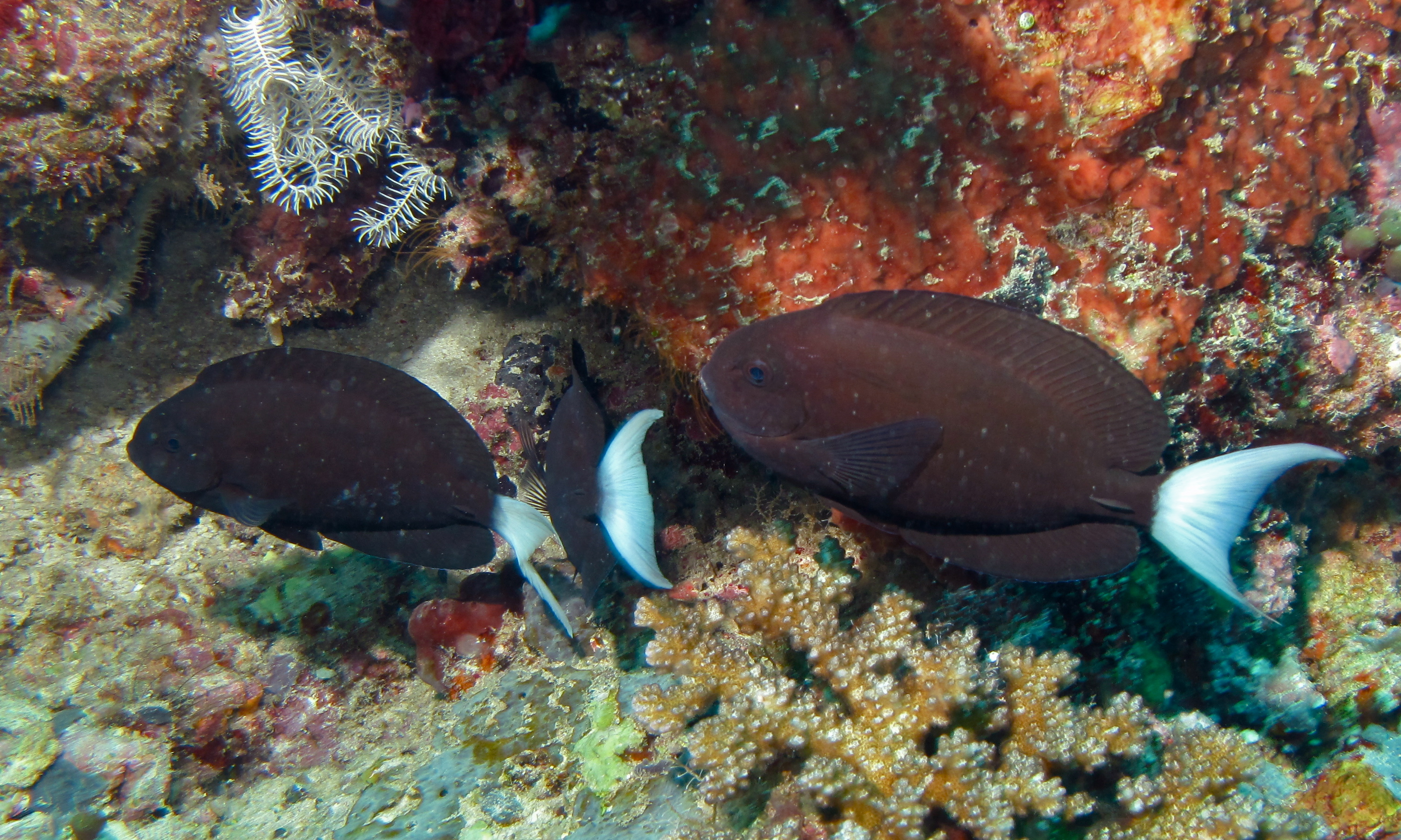
Một nhóm A. thompsoni

A. thompsoni có phạm vi phân bố rộng khắp Ấn Độ Dương - Thái Bình Dương. Loài cá này được ghi nhận dọc theo vùng bờ biển Đông Phi, bao gồm Madagascar và các đảo quốc, bãi ngầm lân cận; từ vùng biển ngoài khơi Ấn Độ, phạm vi của A. thompsoni mở rộng về phía nam đến Lakshadweep, Sri Lanka, Maldives, quần đảo Chagos, và xa hơn nữa là đến quần đảo Cocos (Keeling) và đảo Giáng Sinh (Úc), cũng như các rạn san hô Scott và bãi cạn Rowley ngoài khơi Tây Úc; ở phạm vi phía đông, A. thompsoni xuất hiện trên khắp vùng biển các nước Đông Nam Á, trải rộng đến hầu hết vùng biển các đảo quốc, quần đảo thuộc châu Đại Dương (xa nhất là đến quần đảo Pitcairn); phạm vi phía bắc giới hạn đến vùng biển Nam Nhật Bản và quần đảo Hawaii; phía nam đến rạn san hô Great Barrier và New Caledonia.
A. thompsoni sống gần các rạn san hô viền bờ và bãi đá ngầm ở độ sâu đến ít nhất là 119 m, nhưng thường được quan sát phổ biến ở độ sâu khoảng 30 m trở lại.

## Mô tả
Chiều dài cơ thể tối đa được ghi nhận ở A. thompsoni là 27 cm. Loài cá này có một mảnh xương nhọn màu đen chĩa ra ở mỗi bên cuống đuôi tạo thành ngạnh sắc, là đặc điểm của họ Cá đuôi gai.
Cơ thể của A. thompsoni có hình bầu dục thuôn dài, màu nâu sẫm toàn thân, ngoại trừ vây đuôi có màu trắng muốt. Gốc vây ngực có một đốm đen. Vây đuôi lõm sâu, hình lưỡi liềm. Vây ngực trong mờ, có thể có màu vàng nhạt.
Số gai ở vây lưng: 9; Số tia vây ở vây lưng: 23 - 26; Số gai ở vây hậu môn: 3; Số tia vây ở vây hậu môn: 23 - 26.

## Sinh thái
Thức ăn của A. thompsoni là các loài động vật phù du, động vật giáp xác và trứng cá. A. thompsoni có thể sống đơn độc hoặc hợp thành từng nhóm nhỏ.

## Đánh bắt
A. thompsoni là một loài hải sản được đánh bắt ở một vài nơi trong phạm vi của chúng. Chúng cũng được xem là một loài cá cảnh. Giá bán trực tuyến của A. thompsoni dao động trong khoảng từ 49,95 đến 74,95 USD tùy theo kích cỡ.